# Gunnerus (Schiff)
Die Gunnerus ist ein Forschungsschiff der Technisch-Naturwissenschaftlichen Universität Norwegens (NTNU) in Trondheim.

## Allgemeines
Das Schiff wurde unter der Baunummer 41 auf der Werft Larsnes Mekaniske Verksted in Ålesund gebaut. Der Rumpf wurde von der lettischen Werft Riga Shipyard zugeliefert. Die Fertigstellung des Schiffes erfolgte am 25. März 2006. Die Baukosten beliefen sich auf rund 40 Millionen NOK. Der Entwurf des Schiffes stammte vom Schiffsarchitekturbüro Polarkonsult (Projektnummer PK-410).
Das Schiff wurde am 25. März 2006 getauft. Taufpatin war Oddlaug Digernes, die Ehefrau des Rektors der NTNU. Das Schiff ist nach Johan Ernst Gunnerus, Bischof und Naturwissenschaftler und einer der Gründer der Königlich Norwegischen Wissenschaftlichen Gesellschaft, benannt. Es ersetzte das bisherige Forschungsschiff Harry Borthen, das 1962 in Dienst gestellt worden war.
2019 wurde das Schiff auf der Assens Skibsværft um fünf Meter verlängert.
Das Schiff, das für die Küstenfahrt bis zu 20 Seemeilen vor der Küste zugelassen ist, ist rund 180 Tage im Jahr auf See. Es wird für Forschungen in verschiedenen Disziplinen der marinen Wissenschaften eingesetzt. Wenn es nicht von der Universität genutzt wird, steht es auch anderen Forschungseinrichtungen wie der SINTEF und der Norges geologiske undersøkelse zur Verfügung oder kann von Unternehmen gechartert werden.

## Technische Daten und Ausstattung
Das Schiff ist mit einem dieselelektrischen Antrieb ausgestattet. Für die Stromerzeugung stehen drei Dieselgeneratoraggregate zur Verfügung. Als Motoren fungieren drei Nogva/Scania-V8-Dieselmotoren (Typ: DI16 44M) mit je 450 kW Leistung, die drei Stamford-Generatoren antreiben. In vielen Fällen ist die Energieerzeugung durch einen Generatorsatz ausreichend. Die weiteren Generatoraggregate können manuell zugeschaltet werden oder werden jeweils automatisch gestartet, wenn das jeweils vorherige Generatoraggregat 80 Prozent seiner Leistung erreicht hat. Die Propulsion erfolgte zunächst durch zwei Siemens-Elektromotoren mit jeweils 500 kW Leistung, die auf zwei Festpropeller mit Kortdüse wirkten. Ende 2014 wurde der Antrieb durch zwei Rolls-Royce-Propellergondeln mit Permanentmagnetmotoren ersetzt. Bei den Propellergondeln handelte es sich um Prototypen, die auch zu Testzwecken eingebaut wurden. Der Austausch der Propeller durch die Propellergondeln führte zu Energieeinsparungen, niedrigere Vibrationen und weniger Geräuschentwicklung.
Das Schiff ist mit einem Bugstrahlruder mit 200 kW Leistung ausgerüstet und verfügt über ein System zur dynamischen Positionierung.
Der Rumpf des Schiffes ist eisverstärkt (Eisklasse C).
Das Schiff verfügt über vier Decks. An Bord sind drei Einzelkabinen für die Schiffsbesatzung und drei Doppelkabinen für wissenschaftliches Personal eingerichtet. Durch die Nutzung von Notbetten können insgesamt elf Personen untergebracht werden. Bei Tagesfahrten können sich 25 Personen inklusive der dreiköpfigen Schiffsbesatzung an Bord aufhalten. An Bord befinden sich drei Labore, ein 13,9 m² großes Nasslabor, ein 11,8 m² großes Trockenlabor und ein 11,2 m² großes Computerlabor.
Hinter den Decksaufbauten befindet sich ein offenes Arbeitsdeck. Dieses war zunächst 75 m² groß und konnte mit 45 t belastet werden. Nach dem Umbau des Schiffes stehen 125 m² Fläche zur Verfügung. Das Deck kann mit 25 t belastet werden. An Bord können 5-, 10-, 15- oder 20-Fuß-Container mitgeführt werden. Unterhalb des Arbeitsdecks befindet sich ein 42 m³ großer Laderaum, der über eine Luke zugänglich ist. Das Schiff ist mit mehreren Winden ausgerüstet. Am Heck befindet sich eine Aufschleppe. Hier ist auch ein schwenkbarer Heckgalgen installiert, der 6 t heben kann. Auf dem Arbeitsdeck befindet sich ein Kran. Dieser konnte 35 t heben. Beim Umbau 2019 wurde dieser durch einen Kran ersetzt, der 62 t heben kann. Ein weiteres Hebewerkzeug ist ein CTD-Kran, der für das Aussetzen und Einholen einer CTD-Rosette und anderen Forschungsgeräts vorgesehen ist. Das Schiff ist für den Einsatz eines ROV eingerichtet. Beim Umbau wurde ein ROV-Hangar eingerichtet, der mit einem eigenen Hebewerkzeug ausgerüstet ist, das 4 t heben kann.
Das Schiff ist mit je einem Festrumpfschlauchboot als Arbeitsboot und als Mann-über-Bord-Boot ausgerüstet.